# Virsligas Winter Cup 2018
La Virsligas Winter Cup 2018 (in lettone Virsligas Ziemas Kauss) è stata la 6ª edizione del torneo a eliminazione diretta. La competizione è iniziata il 9 marzo 2018 e si è conclusa il 25 marzo 2018 con la vittoria del RFS Riga.

## Formato
Dopo il girone unico dell'edizione 2017, la competizione torna al classico formato degli scontri diretti. Le squadre partecipanti sono le otto della Virslīga 2018.

## Incontri

### Quarti di finale
| Squadra 1    | Risultato       | Squadra 2        |
| ------------ | --------------- | ---------------- |
| 9 marzo 2018 |                 |                  |
| Ventspils    | 0 – 2           | RFS Riga         |
| Jelgava      | 0 – 0 (4-1 dtr) | Liepāja          |
| Valmiera     | 0 – 4           | Metta/LU         |
| Riga FC      | 1 – 2           | Spartaks Jūrmala |

### Spareggio (5º-8º posto)
| Squadra 1     | Risultato | Squadra 2 |
| ------------- | --------- | --------- |
| 14 marzo 2018 |           |           |
| Ventspils     | 1 – 7     | Liepāja   |
| 15 marzo 2018 |           |           |
| Valmiera      | 1 – 2     | Riga FC   |

### Semifinali (1º-4º posto)
| Squadra 1     | Risultato | Squadra 2        |
| ------------- | --------- | ---------------- |
| 16 marzo 2018 |           |                  |
| RFS Riga      | 2 – 1     | Jelgava          |
| Metta/LU      | 0 – 1     | Spartaks Jūrmala |

### Finale 7º posto
| Squadra 1     | Risultato       | Squadra 2 |
| ------------- | --------------- | --------- |
| 24 marzo 2018 |                 |           |
| Ventspils     | 1 – 1 (5-3 dtr) | Valmiera  |

### Finale 5º posto
| Squadra 1     | Risultato | Squadra 2 |
| ------------- | --------- | --------- |
| 24 marzo 2018 |           |           |
| Liepāja       | 1 – 2     | Riga FC   |

### Finale 3º posto
| Squadra 1     | Risultato | Squadra 2 |
| ------------- | --------- | --------- |
| 25 marzo 2018 |           |           |
| Metta/LU      | 4 – 1     | Jelgava   |

### Finale 1º posto
| Squadra 1        | Risultato       | Squadra 2 |
| ---------------- | --------------- | --------- |
| 25 marzo 2018    |                 |           |
| Spartaks Jūrmala | 2 – 2 (4-5 dtr) | RFS Riga  |